# ジョージ・ホーリン

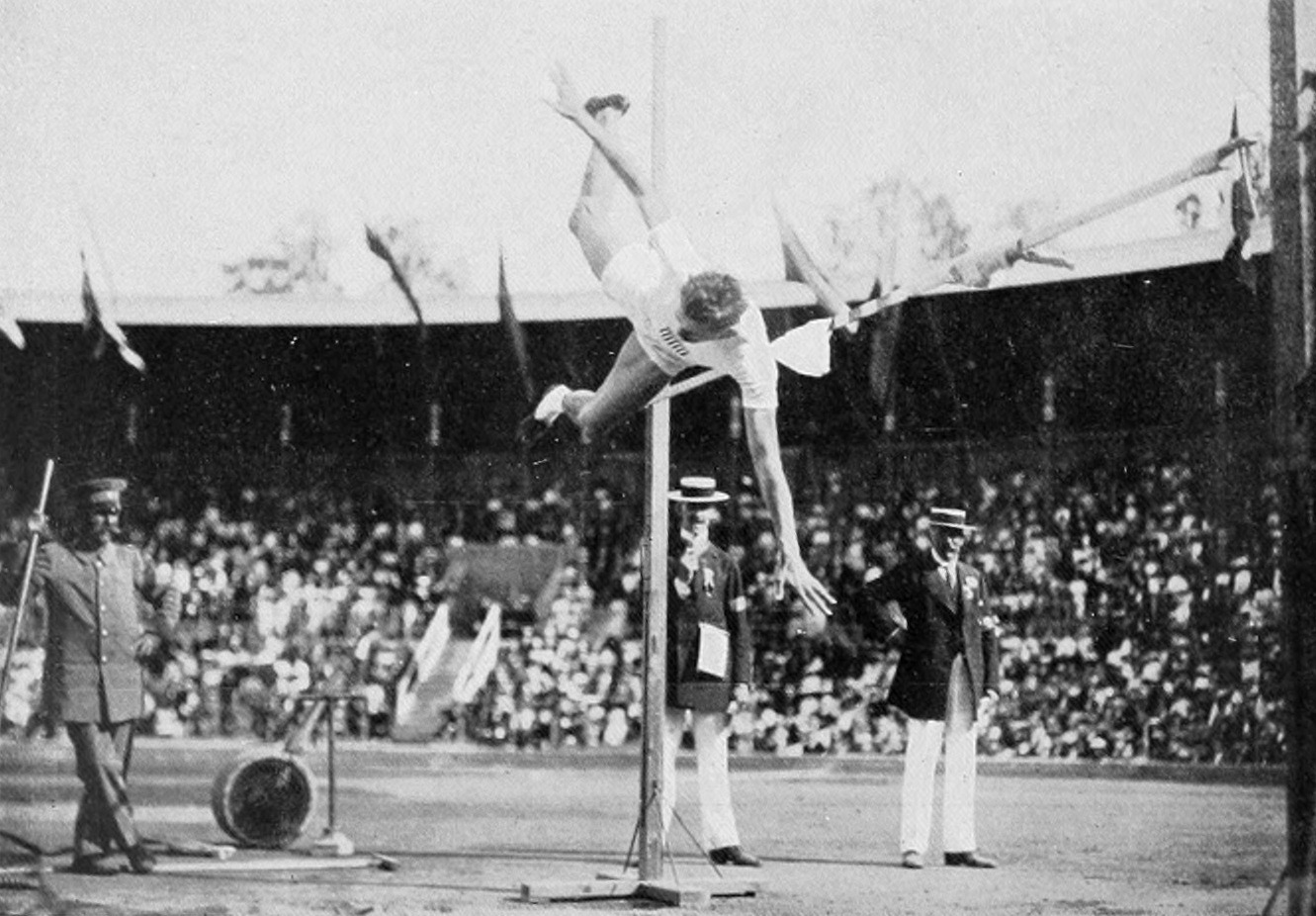
1912年ストックホルムオリンピックにおけるホーリンの跳躍。

ジョージ・ホーリン（George Leslie Horine、1890年2月3日 - 1948年11月28日）は、アメリカ合衆国の陸上競技選手。20世紀初頭を代表する走高跳の選手。1912年ストックホルムオリンピックの銅メダリストである。

## 経歴
カリフォルニア州南部のエスコンディードに生まれる。ホーリンが活躍する前の走高跳は、イースタンカットオフスタイル、シザーススタイルといった跳躍スタイルが主流であった。1894年にアメリカのウィリアム・ページがウェスタンロールを考案すると、ホーリンはウェスタンロールをこのスタイルを取り入れ、1912年3月に国際陸連が公認した初めての世界記録（1m98）を樹立、2か月後の1912年5月には、人類初の2mジャンプを達成した。
1912年ストックホルムオリンピックでは絶対的な優勝候補と見られていた。しかし、走高跳決勝が行われた7月8日は悪天候に見舞われ、泥と化したピットの状況の下、ホーリンは1m89にとどまり、アメリカのアルマ・リチャーズ、ドイツのハンス・リーシェに次ぐ銅メダルにとどまった。また、ホーリンは、同大会で行われた公開競技の野球にも出場。ポジションはレフトで1得点を記録している。
ホーリンは1915年に全米チャンピオンとなっており、生涯64の大会に出場し59勝した。
1948年に、モデストにて没した。

## 世界記録
- 走高跳 - 1m98 （1912年3月29日）
- 走高跳 - 2m00 （1912年5月28日）